# August Sonnenschein
Georg August Sonnenschein (* 14. November 1875 in Kerstenhausen; † 12. Juni 1951 in Marburg) war ein deutscher Politiker (DNVP).

## Leben
August Sonnenschein war beruflich als Buchhändler in Marburg tätig. In den 1930er Jahren war er Kirchenältester seiner evangelischen Kirchengemeinde in Marburg.
Sonnenschein trat nach 1918 in die Deutschnationale Volkspartei (DNVP) ein und war Vorsitzender der DNVP Marburg. 1923 rückte er als Abgeordneter in den Preußischen Landtag nach, dem er bis 1928 angehörte. Von 1932 bis 1933 war er Mitglied des Kommunallandtages Kassel und des Provinziallandtages der Provinz Hessen-Nassau, zunächst für die Hessische Arbeitsgemeinschaft, ab 1933 dann für die Kampffront Schwarz-Weiß-Rot.
Ende Mai 1934 nahm er an der Barmer Bekenntnissynode teil, bei der die Barmer Theologische Erklärung verabschiedet wurde.